# Plesiopenaeus armatus
Plesiopenaeus armatus är en kräftdjursart som först beskrevs av Charles Spence Bate 1881.  Plesiopenaeus armatus ingår i släktet Plesiopenaeus och familjen Aristeidae. Inga underarter finns listade i Catalogue of Life.